# 楚科奇航空
楚科奇航空（俄语：ЧукотАВИА，ChukotAVIA，全称为：Чукотские авиалинии）是一家总部位于俄罗斯楚科奇自治区阿纳德尔的航空公司，其经营客运、货运等多种业务。其總部位於烏戈爾尼機場。